# Беларусь на «Евровидении»
Беларусь участвовала в конкурсе песни «Евровидение» с 2004 по 2019 год. Первыми представителями страны стал дуэт «Александра и Константин», исполнивший песню «My Galileo». Страна набрала 10 баллов и заняла 19 место в полуфинале.
Самое высокое место Беларуси в истории конкурса — на «Евровидении-2007», когда представитель страны набрал 146 баллов. За всю историю участия Беларусь квалифицировалась в финал всего 6 раз, при этом всего лишь однажды вошла в десятку лучших в финале.
В марте 2021 года страна была дисквалифицирована с конкурса из-за политического подтекста в песне «Я научу тебя» от группы «Галасы ЗМеста», тем самым Беларусь впервые за 17 лет участия на конкурсе его пропустила.
28 мая 2021 года Европейский вещательный союз объявил о лишении членства Белтелерадиокомпании в организации из-за вопросов относительно прав человека в стране на фоне текущего преследования оппозиции сроком на 3 года. Однако, в конце апреля 2024 года (за месяц до истечения срока действия) Европейский вещательный союз заявил, что «нет причин менять свою позицию в настоящее время», тем самым сделав приостановку бессрочной. До сегодняшнего дня Беларусь больше не участвовала в Евровидении.

## Участники
Победитель
     Второе место
     Третье место
     Четвёртое место
     Пятое место
     Лучший результат
     Последнее место
     Автоматический проход в финал
     Не прошла в финал
     Не участвовала или была дисквалифицирована
     Несостоявшееся участие
| Год  | Место проведения                                                 | Исполнитель                                                      | Язык                                                             | Песня                                                            | Перевод                                                          | Финал                                                            | Финал                                                            | Полуфинал                                                        | Полуфинал                                                        |                                                                  |
| Год  | Место проведения                                                 | Исполнитель                                                      | Язык                                                             | Песня                                                            | Перевод                                                          | Место                                                            | Баллы                                                            | Место                                                            | Баллы                                                            |                                                                  |
| ---- | ---------------------------------------------------------------- | ---------------------------------------------------------------- | ---------------------------------------------------------------- | ---------------------------------------------------------------- | ---------------------------------------------------------------- | ---------------------------------------------------------------- | ---------------------------------------------------------------- | ---------------------------------------------------------------- | ---------------------------------------------------------------- | ---------------------------------------------------------------- |
| 2004 | Стамбул                                                          | Александра и Константин                                          | Английский                                                       | «My Galileo»                                                     | «Мой Галилео»                                                    | Не прошли                                                        | Не прошли                                                        | 19                                                               | 10                                                               |                                                                  |
| 2005 | Киев                                                             | Анжелика Агурбаш                                                 | Английский                                                       | «Love Me Tonight»                                                | «Люби меня этой ночью»                                           | Не прошла                                                        | Не прошла                                                        | 13                                                               | 67                                                               |                                                                  |
| 2006 | Афины                                                            | Полина Смолова                                                   | Английский                                                       | «Mum»                                                            | «Мама»                                                           | Не прошла                                                        | Не прошла                                                        | 22                                                               | 10                                                               |                                                                  |
| 2007 | Хельсинки                                                        | Дмитрий Колдун                                                   | Английский                                                       | «Work Your Magic»                                                | «Твори своё волшебство»                                          | 6                                                                | 145                                                              | 4                                                                | 176                                                              |                                                                  |
| 2008 | Белград                                                          | Руслан Алехно                                                    | Английский                                                       | «Hasta La Vista»                                                 | «До встречи»                                                     | Не прошёл                                                        | Не прошёл                                                        | 17                                                               | 27                                                               |                                                                  |
| 2009 | Москва                                                           | Пётр Елфимов                                                     | Английский                                                       | «Eyes That Never Lie»                                            | «Глаза, что никогда не лгут»                                     | Не прошёл                                                        | Не прошёл                                                        | 13                                                               | 25                                                               |                                                                  |
| 2010 | Осло                                                             | «3+2» и Роберт Уэллс                                             | Английский                                                       | «Butterflies»                                                    | «Бабочки»                                                        | 24                                                               | 18                                                               | 9                                                                | 59                                                               |                                                                  |
| 2011 | Дюссельдорф                                                      | Анастасия Винникова                                              | Английский                                                       | «I Love Belarus»                                                 | «Я люблю Беларусь»                                               | Не прошла                                                        | Не прошла                                                        | 14                                                               | 45                                                               |                                                                  |
| 2012 | Баку                                                             | «Litesound»                                                      | Английский                                                       | «We Are the Heroes»                                              | «Мы — герои»                                                     | Не прошли                                                        | Не прошли                                                        | 16                                                               | 35                                                               |                                                                  |
| 2013 | Мальмё                                                           | Алёна Ланская                                                    | Английский                                                       | «Solayoh»                                                        | «Солэйо»                                                         | 16                                                               | 48                                                               | 7                                                                | 64                                                               |                                                                  |
| 2014 | Копенгаген                                                       | TEO                                                              | Английский                                                       | «Cheesecake»                                                     | «Чизкейк»                                                        | 16                                                               | 43                                                               | 5                                                                | 84                                                               |                                                                  |
| 2015 | Вена                                                             | Uzari & Maimuna                                                  | Английский                                                       | «Time»                                                           | «Время»                                                          | Не прошли                                                        | Не прошли                                                        | 12                                                               | 39                                                               |                                                                  |
| 2016 | Стокгольм                                                        | IVAN                                                             | Английский                                                       | «Help You Fly»                                                   | «Помочь тебе летать»                                             | Не прошёл                                                        | Не прошёл                                                        | 12                                                               | 84                                                               |                                                                  |
| 2017 | Киев                                                             | NaviBand                                                         | Белорусский                                                      | «Гісторыя майго жыцця»                                           | «История моей жизни»                                             | 17                                                               | 83                                                               | 9                                                                | 110                                                              |                                                                  |
| 2018 | Лиссабон                                                         | ALEKSEEV                                                         | Английский                                                       | «Forever»                                                        | «Навсегда»                                                       | Не прошёл                                                        | Не прошёл                                                        | 16                                                               | 65                                                               |                                                                  |
| 2019 | Тель-Авив                                                        | Зена                                                             | Английский                                                       | «Like It»                                                        | «Нравится»                                                       | 24                                                               | 31                                                               | 10                                                               | 122                                                              |                                                                  |
| 2020 | Роттердам                                                        | VAL                                                              | Белорусский                                                      | «Да відна»                                                       | «До зари»                                                        | Конкурс отменён                                                  | Конкурс отменён                                                  | Конкурс отменён                                                  | Конкурс отменён                                                  |                                                                  |
| 2021 | Роттердам                                                        | Галасы ЗМеста                                                    | Русский                                                          | «Я научу тебя»                                                   | —                                                                | Дисквалификация                                                  | Дисквалификация                                                  | Дисквалификация                                                  | Дисквалификация                                                  |                                                                  |
| 2021 | Дисквалифицирована с 2021 года из-за приостановки членства в ЕВС | Дисквалифицирована с 2021 года из-за приостановки членства в ЕВС | Дисквалифицирована с 2021 года из-за приостановки членства в ЕВС | Дисквалифицирована с 2021 года из-за приостановки членства в ЕВС | Дисквалифицирована с 2021 года из-за приостановки членства в ЕВС | Дисквалифицирована с 2021 года из-за приостановки членства в ЕВС | Дисквалифицирована с 2021 года из-за приостановки членства в ЕВС | Дисквалифицирована с 2021 года из-за приостановки членства в ЕВС | Дисквалифицирована с 2021 года из-за приостановки членства в ЕВС | Дисквалифицирована с 2021 года из-за приостановки членства в ЕВС |

## Голосование (2004—2019)

### Баллы, данные Беларусью
| # | Страна   | Баллы |
| - | -------- | ----- |
| 1 | Украина  | 215   |
| 2 | Россия   | 212   |
| 3 | Молдова  | 104   |
| 4 | Литва    | 101   |
| 5 | Норвегия | 99    |

### Баллы, полученные Республикой Беларусь
| # | Страна  | Баллы |
| - | ------- | ----- |
| 1 | Украина | 155   |
| 2 | Россия  | 89    |
| 3 | Грузия  | 87    |
| 4 | Литва   | 83    |
| 5 | Молдова | 77    |

## Комментаторы, глашатаи и вещатели
| Год  | Комментаторы                       | Глашатаи                     | Вещатели                  |
| ---- | ---------------------------------- | ---------------------------- | ------------------------- |
| 2003 | Алесь Кругляков и Татьяна Якушева  | Страна не допущена к участию | БТ                        |
| 2004 | Алесь Кругляков                    | Денис Курьян                 | БТ                        |
| 2005 | Алесь Кругляков                    | Елена Пономарёва             | БТ                        |
| 2006 | Денис Дудинский                    | Кореана                      | БТ                        |
| 2007 | Денис Курьян и Александр Тиханович | Юлианна                      | Первый Национальный канал |
| 2008 | Денис Курьян                       | Ольга Барабанщикова          | Первый Национальный канал |
| 2009 | Денис Курьян                       | Екатерина Литвинова          | Первый Национальный канал |
| 2010 | Денис Курьян                       | Алексей Гришин               | Первый Национальный канал |
| 2011 | Денис Курьян                       | Лейла Исмаилова              | Первый Национальный канал |
| 2012 | Денис Курьян                       | Дмитрий Колдун               | Беларусь 1                |
| 2013 | Евгений Перлин                     | Дарья Домрачева              | Беларусь 1                |
| 2014 | Евгений Перлин                     | Алёна Ланская                | Беларусь 1                |
| 2015 | Евгений Перлин                     | TEO                          | Беларусь 1                |
| 2016 | Евгений Перлин                     | Uzari                        | Беларусь 1                |
| 2017 | Евгений Перлин                     | Алёна Ланская                | Беларусь 1                |
| 2018 | Евгений Перлин                     | NaviBand                     | Беларусь 1                |
| 2019 | Евгений Перлин                     | Мария Василевич              | Беларусь 1                |

## Фотогалерея

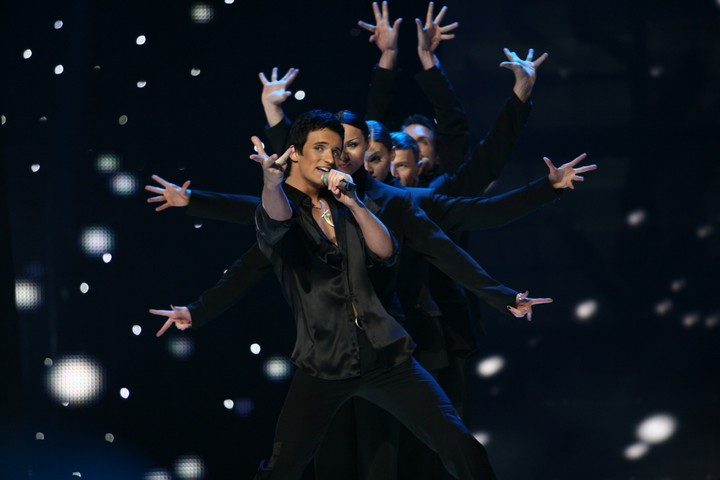
Дмитрий Колдун на Евровидении 2007
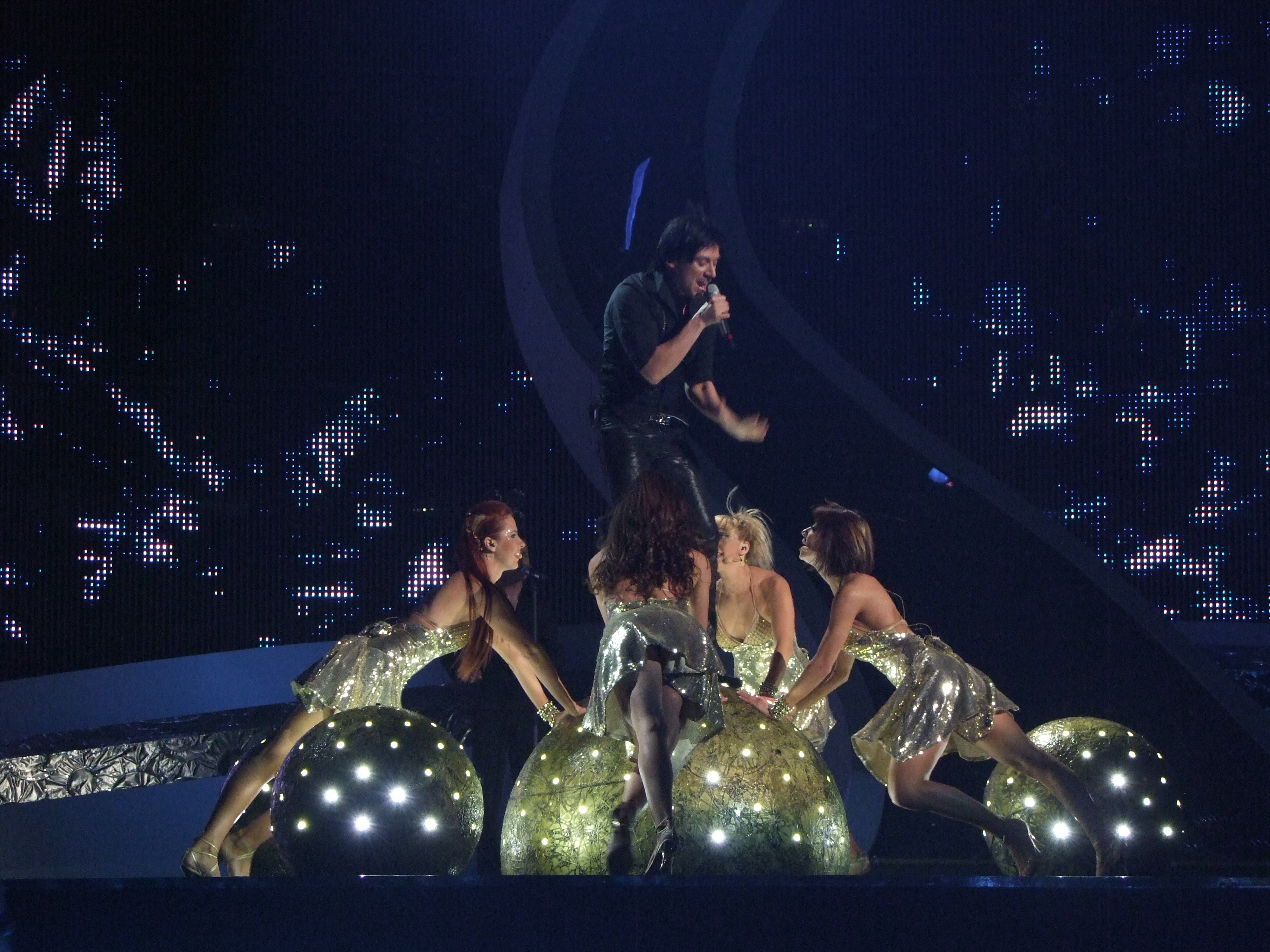
Руслан Алехно на Евровидении 2008
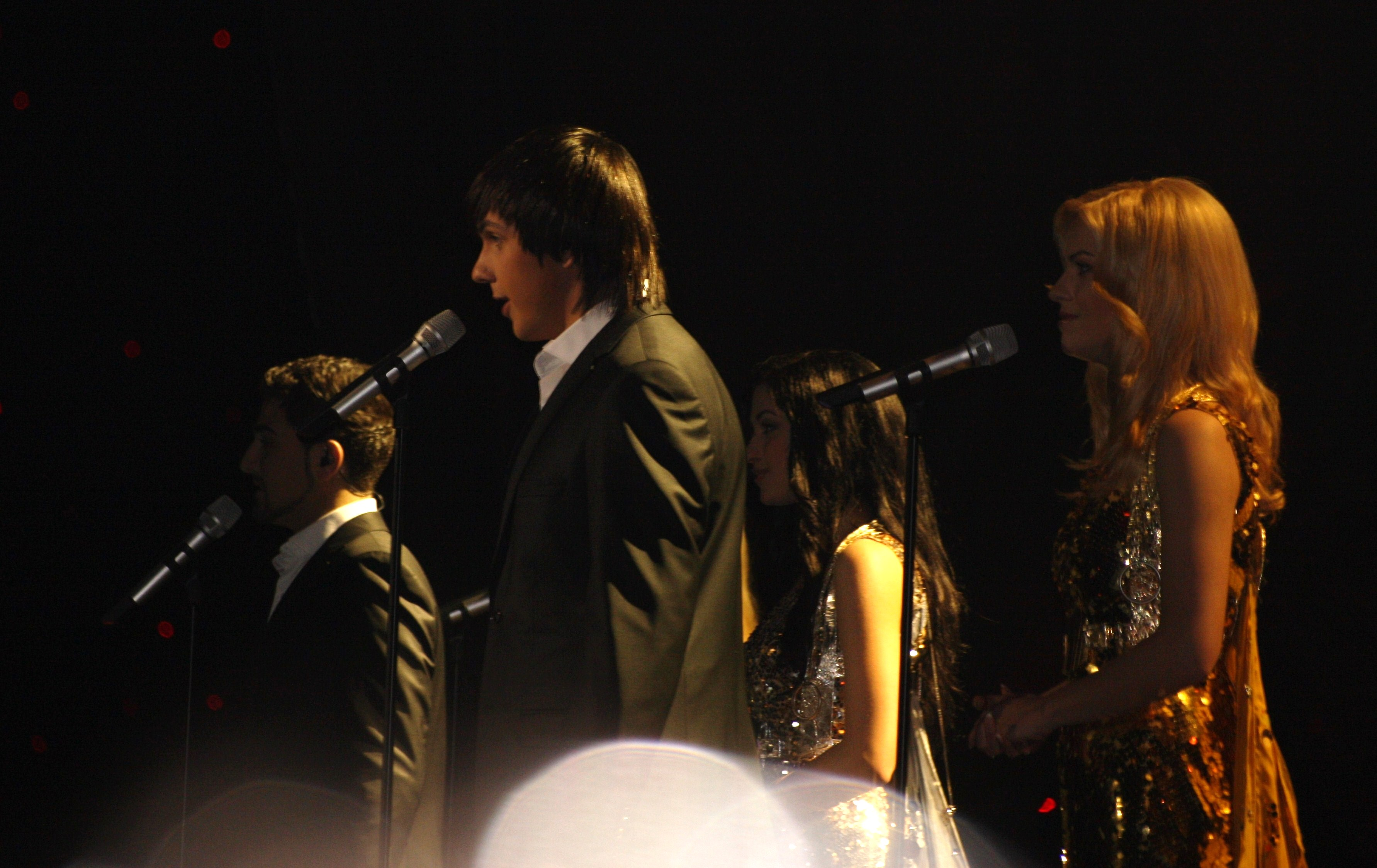
3+2 на Евровидении 2010
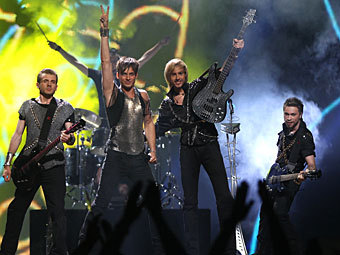
Litesound на Евровидении 2012
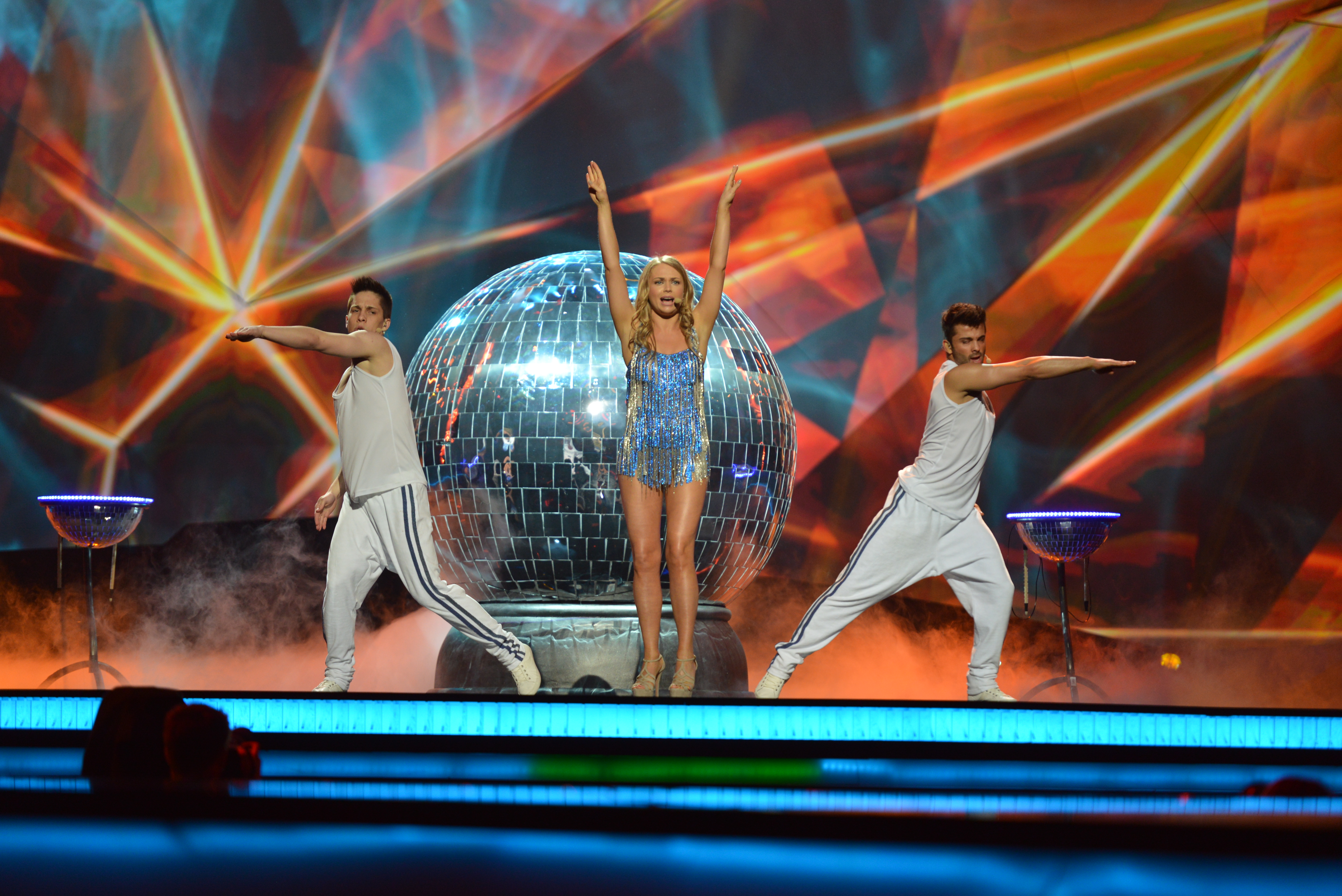
Алёна Ланская на Евровидении 2013
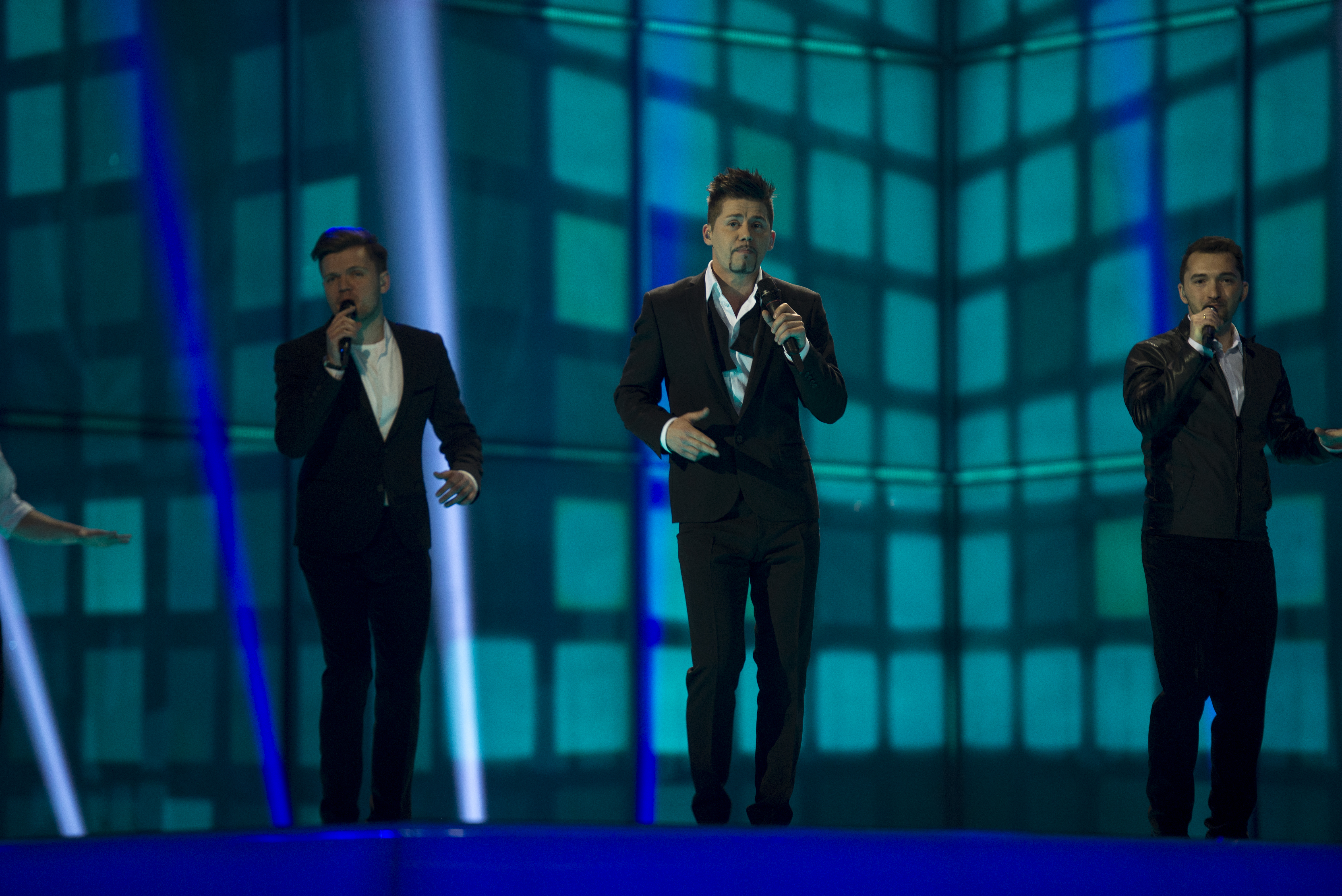
TEO на Евровидении 2014
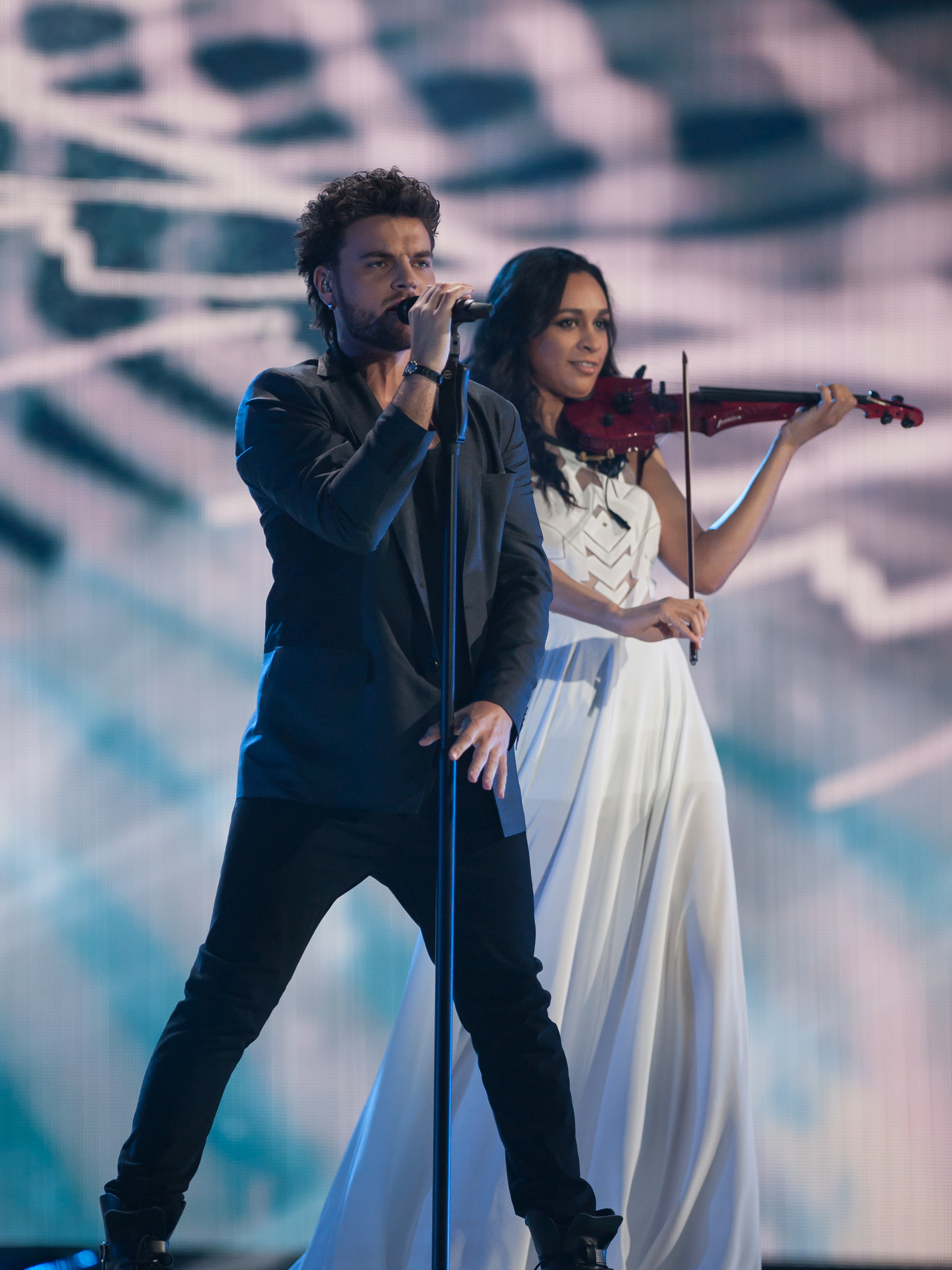
Uzari & Maimuna на Евровидении 2015
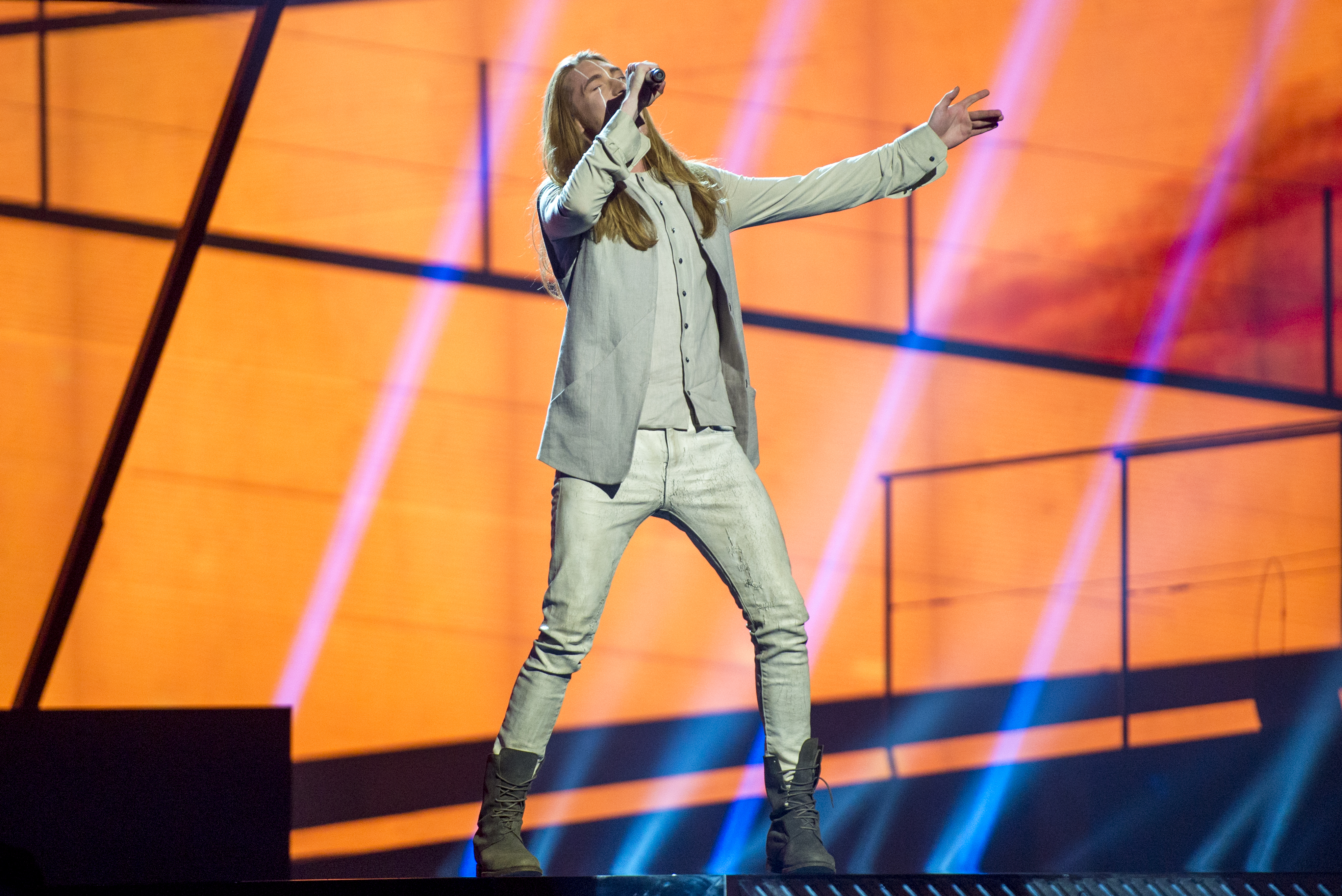
IVAN на Евровидении 2016
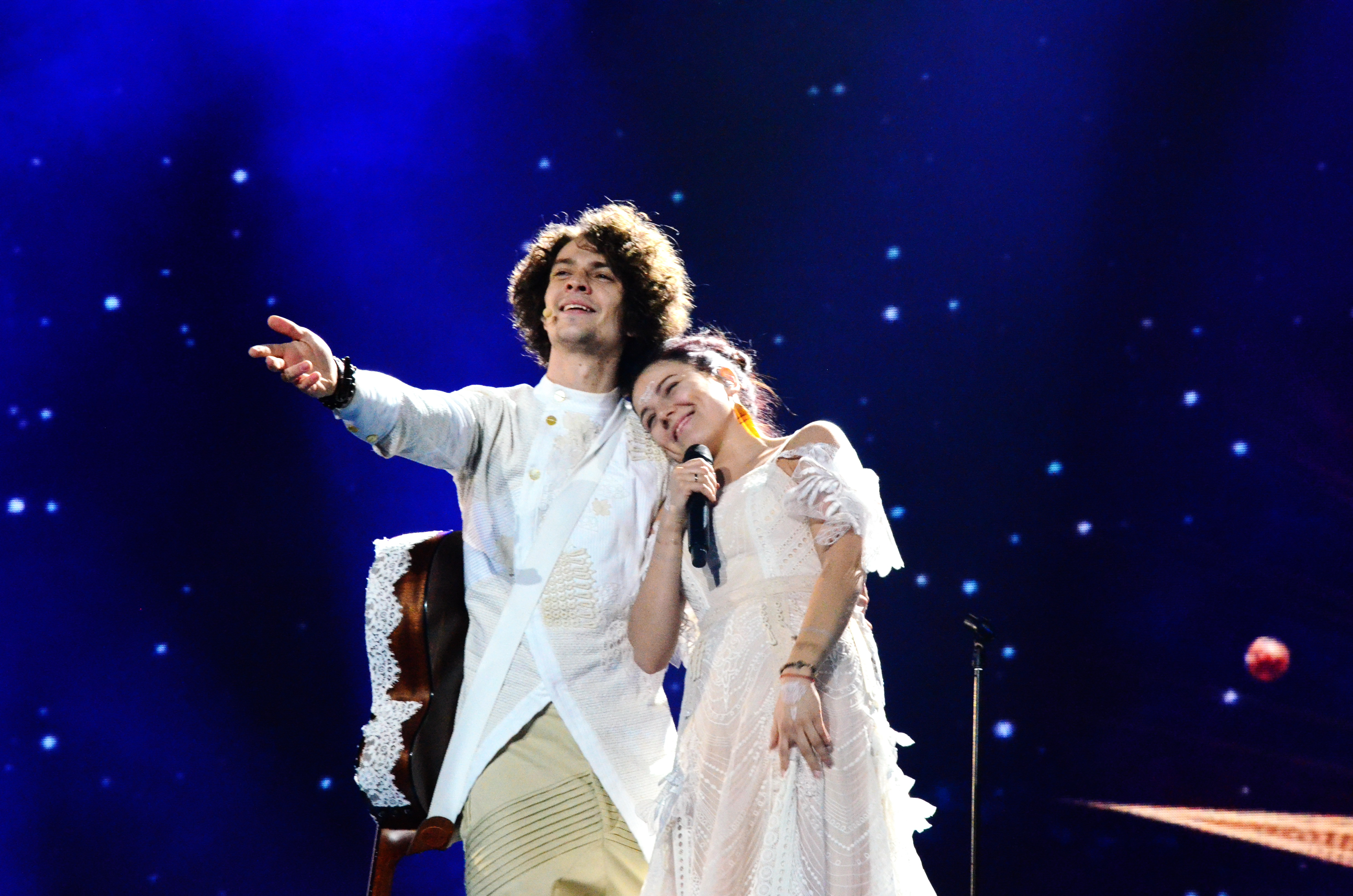
NaviBand на Евровидении 2017
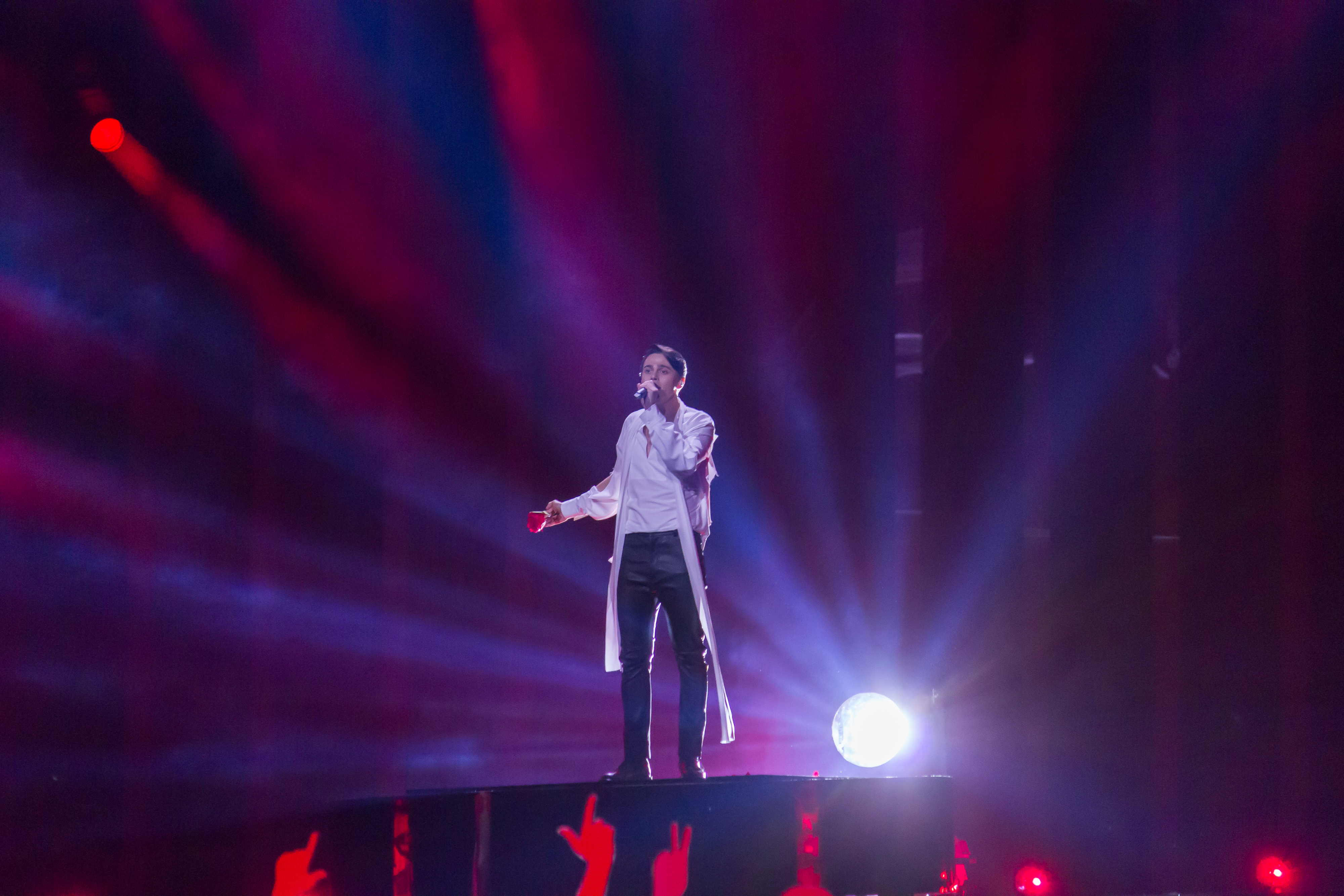
ALEKSEEV на Евровидении 2018
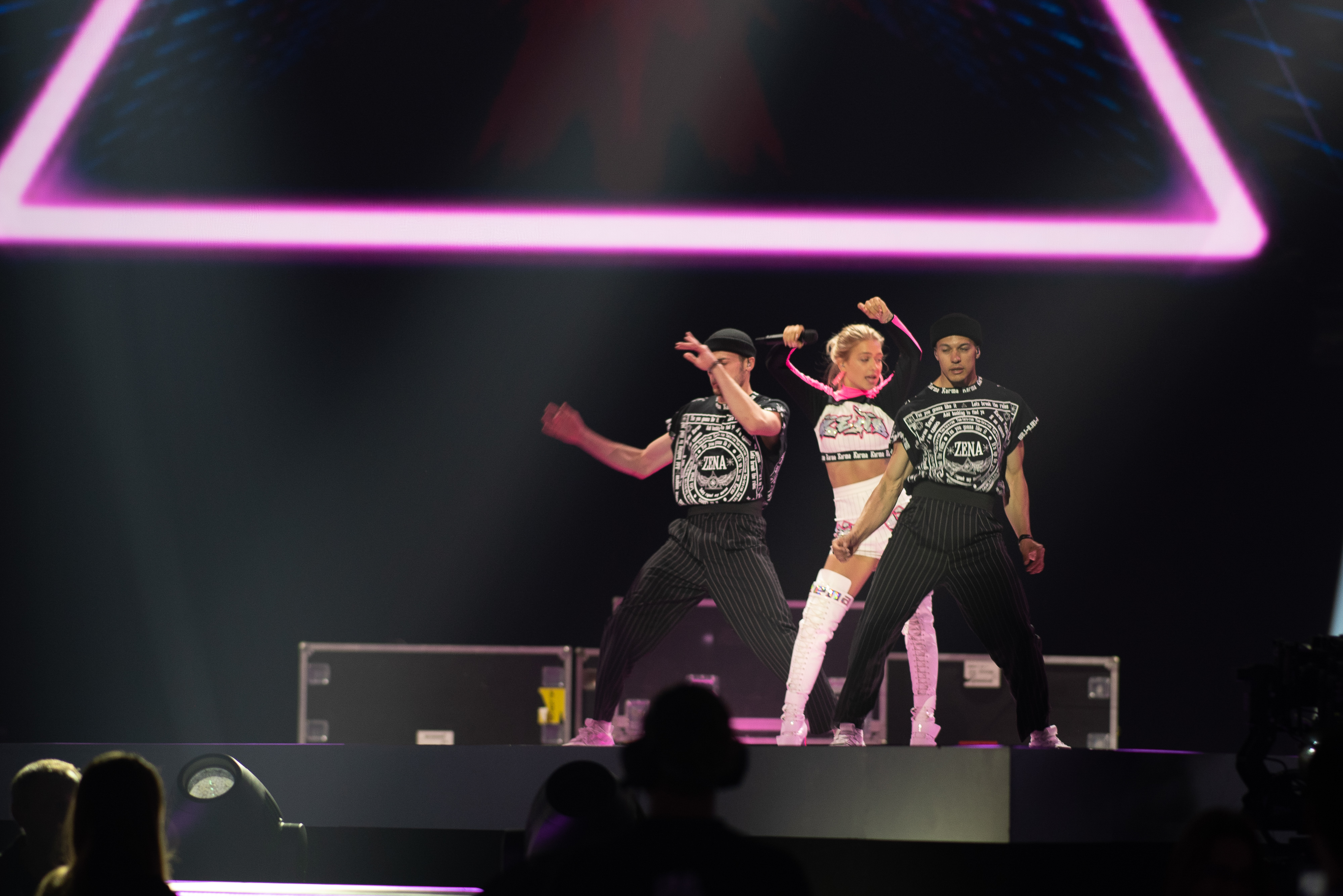
Зена на Евровидении 2019